# Adolf Buck
Adolf Buck (* 4. März 1896 in Stuttgart; † 3. Mai 1952 in Buenos Aires, Argentinien) war ein deutscher Fotograf, der zwischen 1932 und 1945 im liechtensteinischen Schaan tätig war. Seine Foto- und Filmaufnahmen prägen als zeitgeschichtliche Dokumente das visuelle Kollektivgedächtnis von Liechtenstein.

## Leben

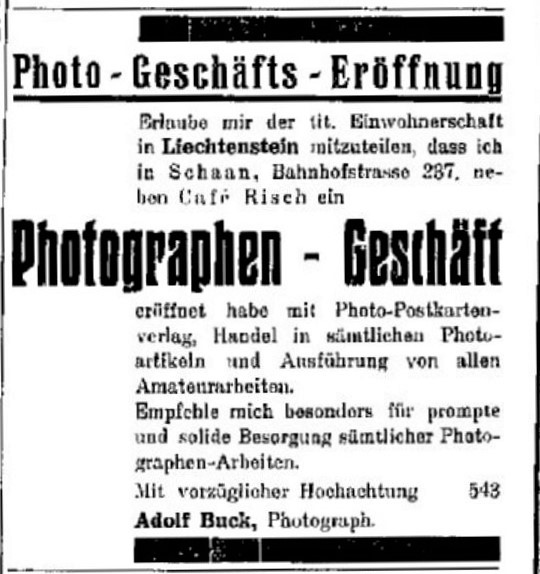
Annonce zur Geschäftseröffnung in den Liechtensteiner Nachrichten vom 30. April 1932

Adolf Buck wurde am 4. März 1896 in Stuttgart geboren, wo er seine Schulzeit verbrachte und eine Lehre zum Fotografen absolvierte. Als junger Mann musste er am Ersten Weltkrieg teilnehmen. Nach Kriegsende verlegte er Anfang der 1920er Jahre seinen Wohnsitz nach Vorarlberg und betrieb von 1922 bis 1932 ein Fotogeschäft in Bregenz, wo er auch geheiratet hatte. Mit seiner Ehefrau und zwei Söhnen übersiedelte er 1932 nach Schaan und eröffnete dort in der Bahnhofstrasse 237 erneut ein Fotogeschäft, das er 1937 um ein Fotolabor in der Bahnhofstrasse erweitern konnte. Zu seinem Betrieb gehörte auch der «Ansichtskartenverlag A. Buck».
In Bucks Schaaner Zeit entstanden neben Porträts und Hochzeitsbildern zahlreiche Landschaftsaufnahmen und Fotoreportagen sowie dokumentarische Filmaufnahmen, so vom Bau des Liechtensteiner Binnenkanals oder von der Huldigung des liechtensteinischen Volkes an den neuen Fürsten Franz Josef II. am 29. Mai 1939. Seine fotografische Arbeit wurde bei der Liechtensteinischen Landesausstellung des Jahres 1934 mit der Goldmedaille ausgezeichnet. 
Zur Zeit des Nationalsozialismus in Deutschland gehörte Buck der auslandsdeutschen NSDAP-Ortsgruppe Liechtenstein an. Nach dem Ende des Zweiten Weltkriegs wurde er im Jahr 1946 in Feldkirch in französische Haft genommen, weil man ihm Spionage für deutsche Reichsstellen vorwarf. Es kam jedoch nicht zu einer Verurteilung. 
Buck wurde in der Folge aus Liechtenstein ausgewiesen und übersiedelte im Jahr 1950 nach Argentinien. Er liess sich in Buenos Aires nieder, wo er am 3. Mai 1952 im Alter von 56 Jahren starb. Sein Ansichtskartenverlag wurde 1953 an Andreas Eberle in Triesenberg verkauft, der das Unternehmen weiterführte.

## Werke und Ausstellung

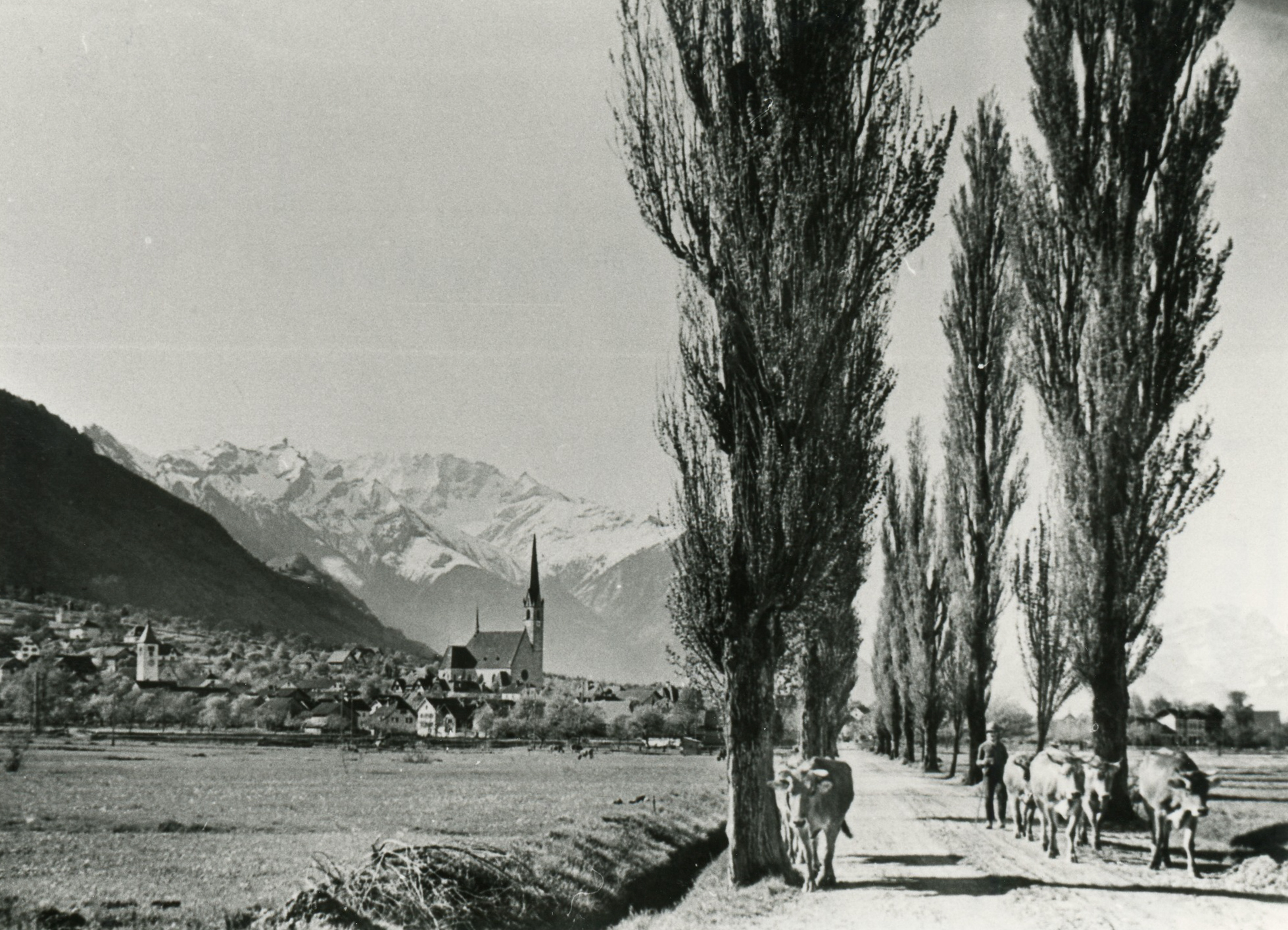
Gemeinde Schaan (1935)

Arbeiten Adolf Bucks befinden sich im Liechtensteinischen Landesarchiv in Vaduz, im Gemeindearchiv Schaan und im Privatarchiv Ewald Eberle (Nachlass). Im Jahr 1998 zeigte die Galerie «domus» in Schaan einige seiner Arbeiten im Rahmen der Ausstellung «Adolf Buck, Peter Ospelt, Karl Steiger. Fotografien – Retrospektive». In der Ansichtskartensammlung der Vorarlberger Landesbibliothek sind 69 Landschafts- und Städteaufnahmen Bucks enthalten.